# Vera Baltz
Vera Aleksándrovna Baltz, parfois orthographiée V.A Balts, ou Vera Balts (en russe : Вера Александровна Бальц), née le 3 août 1866 à Volkovitsy (ru) dans l'Empire russe et morte le 8 juillet 1943 à Syktyvkar en URSS est une géographe, géologue et pédologue soviétique. Après des études de géologie, elle est un temps enseignante avant de mettre en place le Musée central de pédologie Vassili Dokoutchaïev (ru). Embauchée comme chercheuse à l'Institut agricole de Léningrad, elle réalise plusieurs études de cartographie des sols en URSS et dans des sujets connexes en botanique et entomologie. Elle est l'une des premières femmes à ce poste. Arrêté pour des accusations « d'activités d'organisation contre-révolutionnaire », son nom est effacé de ses contributions et elle est déportée au camp de Solovski où elle poursuit néanmoins ses activités de pédologue. Libérée à 67 ans en raison de son âge, elle meurt peu après des conséquences de la famine. Son nom est réhabilité le 19 juillet 1989.

## Biographie
Vera Baltz naît le 3 août 1866 à Volkovitsy (ru) dans une famille de la noblesse russe de lointaine ascendance allemande. Elle fait ses études secondaires au gymnasium féminin Alexandrovskaïa de Saint-Pétersbourg (ru) où elle apprend notamment l'allemand, le français et l'anglais. En 1894, la famille s'installe à Varsovie, où son père, Alexander von Baltz (ru), est officier de haut rang dans l'armée impériale russe.
De 1904 à 1908, elle suit les Cours supérieurs d'agriculture pour femmes de Steboutov à Saint-Pétersbourg, les femmes n'étant pas autorisées à l'université,.

### Carrière

#### Enseignement
Entre 1908 et 1915, Vera Baltz dirige des cours pratiques de minéralogie, de géologie et de pédologie ainsi que des écoles d'été sur le terrain aux Cours supérieurs d'agriculture pour femmes de Steboutov à Saint-Pétersbourg. En 1912, elle rédige un rapport au Congrès panrusse sur l'éducation des femmes. En 1915, elle donne des cours du soir en pédologie pour la Société des universités populaires.

#### Muséologie
De 1912 à 1918, Vera Baltz travaille au sein de la Société de pédologie Vassili Dokoutchaïev (ru), du nom du pionnier de la pédologie Vassili Dokoutchaïev. Sous la direction de Constantin Glinka (ru) elle participe à la mise en place du Musée central de pédologie Vassili Dokoutchaïev (ru),.

## Travaux
En 1918, elle travaille à l'Institut agronomique de Pétrograd, puis à l'Institut agricole de Léningrad. En 1923, Vera Baltz travaille sur la pédologie appliquée aux constructions de routes. Elle met au point une méthode d'étude du profil du sol et de la route.
En 1925, elle est chercheuse à l'actuel Institut du sol V. V. Dokoutchaïev (ru), travaillant avec Constantin Glinka et Constantín Gedroits. Elle fait partie de plusieurs expéditions dans la région de Riazan et de Zeisko-Boureïnsky pour étudier la géographie des sols. Grâce à ses connaissances en pédologie et en langues étrangères, elle conduit au succès de la participation de l'équipe russe au premier et deuxième Congrès international de pédologie en 1927 et en 1930,.
En 1928, elle fait partie du groupe de recherche de la vallée de la rivière Sal, avec des travaux de pédologie, une description détaillée de la région de Léningrad et des expéditions de botanique dans la région de l'Amour. Elle compile également des essais sur la pédologie du sol dans des zones adjacentes à la Mandchourie.

### Répression
Le 25 décembre 1930, Vera Baltz fait partie d'un collectif arrêté pour des accusations « d'activités d'organisation contre-révolutionnaire » au titre de l'article 58, paragraphe 11 du Code Pénal de la République socialiste fédérative soviétique de Russie. Les représentants du Département spécial de la Guépéou, la police politique soviétique, exigent son exécution par fusillade. Le 15 janvier 1931, elle est condamnée par un arrêté de la troïka à la détention dans un camp de concentration pendant 5 ans. Son nom est supprimé de ses travaux et elle est envoyée au camp de Solovski où elle travaille là aussi comme pédologue.
En février de 1933, elle est libérée en raison de son âge, elle a 67 ans, mais avec interdiction d'habiter dans douze grandes villes du pays.
Elle s'installe à Arkhangelsk avec sa nièce, et l'époux de celle-ci, qui a lui aussi subi la répression. Elle y travaille comme pédologue dans le secteur recherche de l'administration. Ses travaux portent sur l'étude de la toundra et des tourbières près d'Arkhangelsk.

## Fin de vie
En septembre de 1941, elle est évacuée avec sa famille vers la ville de Syktyvkar en raison de la Grande Guerre patriotique. Grâce à sa connaissance des langues, elle traduit certains ouvrages, dont un ouvrage médical majeur vers le français, traduction pour laquelle elle reçoit une médaille. Après le vol de la carte de rationnement de sa nièce, Vera Baltz lui offre la sienne. Elle meurt à 76 ans d' une myocardite décompensée, provoquée par la famine, le 8 juillet 1943 dans la ville de Syktyvkar.
Elle est enterrée au cimetière municipal de Syktyvkar ; sa tombe est aujourd'hui perdue.

## Postérité
Vera Baltz fait partie des premières femmes à ce poste en Russie. Elle est réhabilitée le 19 juillet 1989.

## Distinctions
- Membre du Comité des sols Dokoutchaïv en 1913.
- Membre de la Société russe de géographie en 1916.

## Publications
Avant son arrestation en 1930, Vera Baltz écrit des travaux scientifiques variés dont :
- (en) B.B. Polynov, V.A. Baltz et O.N. Mikhailovskaya, « Contributions to the Knowledge of the Soils of Asia », Acad. Sci. USSR,‎ 1930, p. 44
- (ru) Vera Baltz, « Quelques observations sur les fourmis de la Province d'Amour. », Revue russe d'entomologie,‎ 1915, p. 302-319 (lire en ligne  [PDF])
- (ru) V. Baltz, « Почвенный очерк окрестностей с. Песочни Рязанской губ » [« Croquis du sol des environs des Pesotchni de la baie de Riazan »], Почвоведение,‎ 1907, p. 89-93
- (ru) V. Baltz, « Что дает наука сельскому хозяйству? » [« Qu'apporte la science à l'agriculture ? »], Попул,‎ 1925
- (ru) V. Baltz et N.D. Vladimirsky, Биология в отрывках из произведений известных натуралисто [« Biologie dans des extraits d'œuvres de naturalistes célèbres : manuel pour les écoles ouvrières et les écoles »], Yagodovsky,‎ 1926, 347 p.